# Città di Port Phillip
La città di Port Phillip è una Local Government Area che si trova nello Stato di Victoria. Essa si estende su una superficie di 20,62 chilometri quadrati e ha una popolazione di 91.372 abitanti. La sede del consiglio si trova nella zona di Albert Park.